# カリフォルニア州外国人土地法

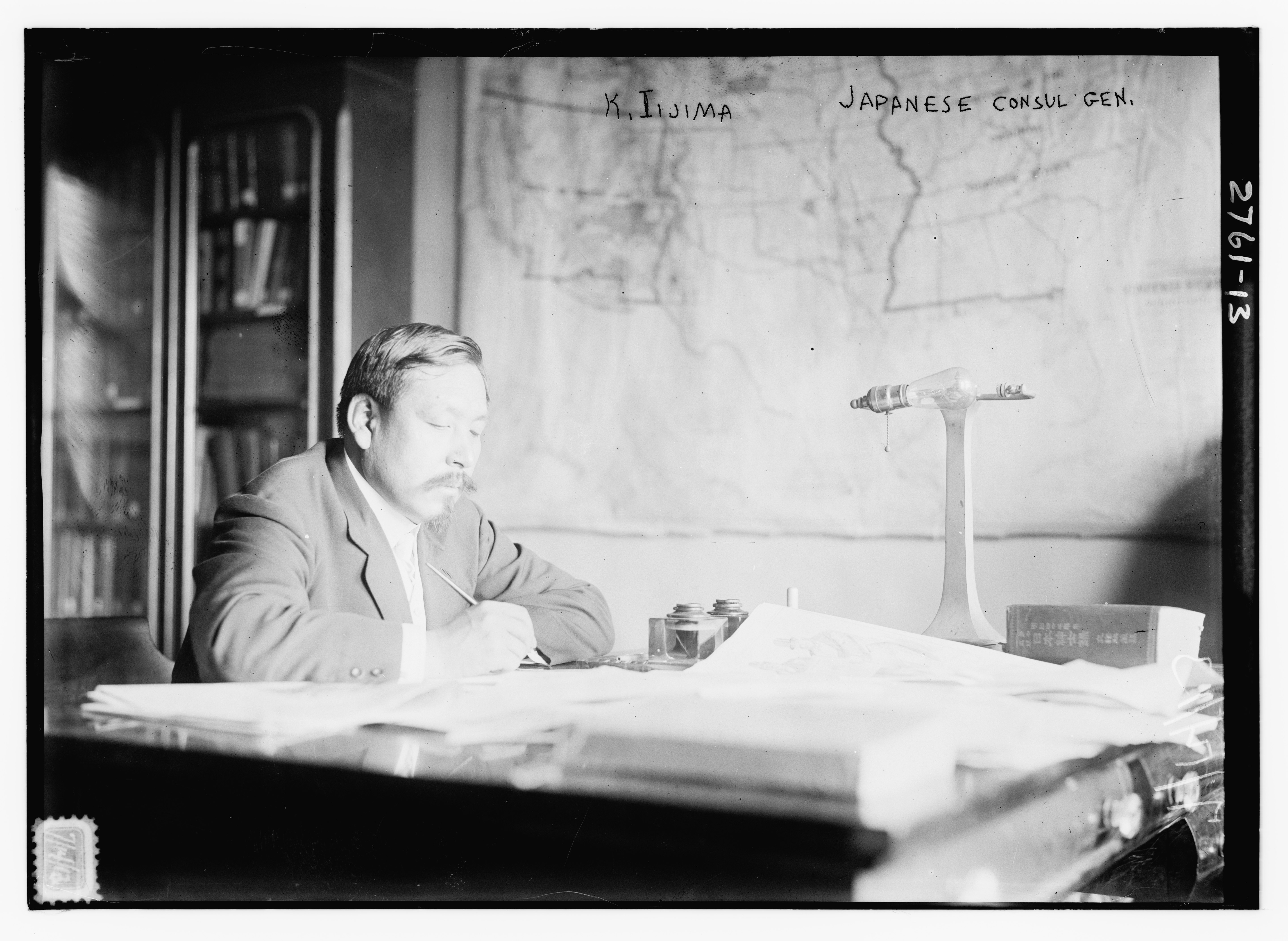
総領事の飯島亀太郎

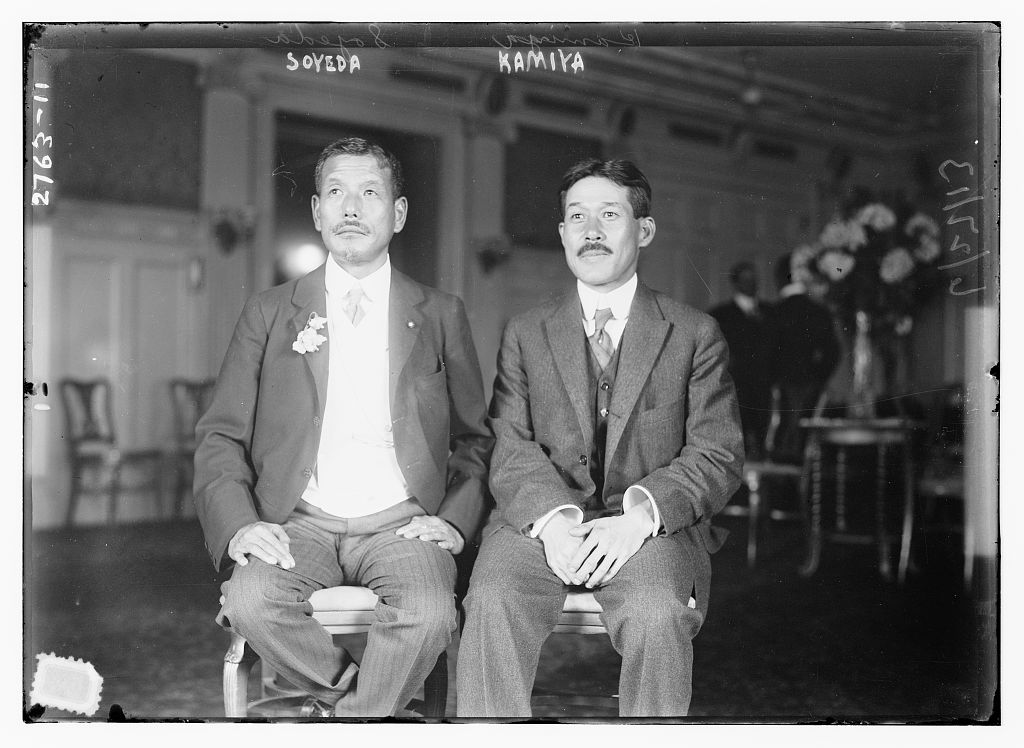
添田壽一（左）と神谷忠雄

カリフォルニア州外国人土地法（ - しゅうがいこくじんとちほう、排日土地法、ウェッブ法案、英：California Alien Land Law）は、第23代カリフォルニア州知事ハイラム・ジョンソンのもと、米カリフォルニア州議会で1913年に可決された、市民権獲得資格の無い外国人（主に日系人らアジア系移民、 Naturalization Act of 1870で定められた白人とアフリカ系以外）の土地所有および3年以上の賃借を禁止した法律。
法律の条文は日系人を特定する言葉は無いが、日系移民の数が増加し経済進出が著しかった背景、および当時アジア系移民に市民権獲得資格が無かったことから、日系人を閉め出す目的が明白であったため「排日土地法」とも呼ばれる。また、法案起草者のウェッブ・ヘニーは、「この法案は、農業において日本人がこれ以上発展するのを防ぐのではなく、カルフォルニア州から日本人を追い払うことを目的としている……」と述べている。後にアリゾナ州などでも同様な法案が通過された。
日本からは在ニューヨーク総領事の飯島亀太郎、添田壽一、神谷忠雄が法案に反対するロビー活動にあたったが、うまくいかなった。
カリフォルニア州選出の民主党党員の上院議員en:James D. Phelanや、California Oriental Exclusion League、en:Native Sons of the Golden Westなどの運動により、住民発案により、法の抜け穴をより厳しく制限した法律が、1920年に成立した。